# Hitomi Takahashi
Hitomi Takahashi (高橋瞳), född 8 april 1989 i Miyagi prefektur, Japan, är japansk popsångerska. I slutet av 2004 valdes hon genom uttagningar att få sjunga ledmotivet till anime-serien Gundam SEED Destiny. 
Den 13 april 2005 släppte hon sin debutsingel "Bokutachi no Yukue". Singeln nådde plats nummer 1 på topplistan redan under första veckan, och sålde sammanlagt i över 100 000 exemplar. 
Personliga framträdande drag är stora ögon (för en japan) samt sin korta längd på 147 cm.  Hennes föräldrar gav henne namnet "Hitomi" eftersom det kan betyda just "öga".

## Singlar
- Bokutachi no Yukue
- evergreen
- Aozora no NAMIDA